# Sevillanas (Film)
Sevillanas ist ein spanischer Film aus dem Jahr 1992 von Carlos Saura über die vielfältigen Erscheinungsformen des gleichnamigen populären Tanz-Genres.
Neben bedeutenden Sevillanas-Interpreten, wie den Gruppen Los Romeros de la Puebla und Salmarina oder dem Komponisten zahlreicher Sevillanas, dem Sänger und Pianisten Manuel Pareja Obregón demonstrieren namhafte Stars der Flamenco-Szene ihre Auseinandersetzung mit den künstlerischen Ausdrucksmöglichkeiten dieses populären Tanzes.
Der Film wurde von Carlos Saura nicht als Dokumentation zur Geschichte und Stilistik der Sevillanas konzipiert, sondern als filmische Impression über das künstlerische Evolutionspotential eines ursprünglich volkstümlichen Genres.  Der Regisseur bricht daher bewusst mit den Mitteln des traditionellen Dokumentarfilms und verzichtet auf erläuternde Kommentare und die Darstellung der Sevillanas in ihrem realen sozialen Kontext. Wie in seinem späteren Film „Flamenco“ (1995) agieren die Künstler in einem Studio mit einem minimalistischen, überwiegend auf ausgeleuchtete Trennwände beschränkten Bühnenbild. Der Vorspann und Prolog, sowie kurze Szenen mit den Vorbereitungen der Mitwirkenden auf ihren Auftritt oder der unverstellte Blick hinter die Kulissen des Studios erzeugen eine von Carlos Saura bereits in „Bodas de sangre“ (1981) als Stilmittel eingesetzte Mehrschichtigkeit, bei der den Akteuren und Zuschauern immer bewusst bleibt, dass sie Teil einer artifiziellen Inszenierung sind.
Der Film dokumentiert das erste gemeinsame Zusammenspiel der Gitarren-Legenden Paco de Lucía und Manolo Sanlúcar (Sevillanas a dúo), aber auch einen der letzten Auftritte des von seiner Krebserkrankung gezeichneten Flamencosängers Camarón de la Isla, der nur wenige Monate nach Veröffentlichung des Films verstarb.

## Inhalt
Der Film ist in einen Prolog und elf Kapitel unterteilt und präsentiert jeweils eine charakteristische Spielart der Sevillanas in unterschiedlichen Besetzungen:
- Sevillanas de Lebrija, eine lebhafte ländliche und lokale Variante, gesungen und getanzt durch die bereits teilweise hoch betagten Mitglieder der Laiengruppe Las Corraleras de Lebrija.
- Sevillanas boleras, eine klassische Choreographie mit Kastagnetten, die ihren Ursprung in den Tanzakademien des ausgehenden 18. Jahrhunderts hat.
- Sevillanas clásicas, aus dem Milieu der bürgerlichen Salons des frühen 19. Jahrhunderts, interpretiert von Manuel Pareja Obregón und Matilde Coral.
- Sevillanas flamencas, eine freie tänzerische Interpretation durch Merché Esmeralda zu einer Instrumentalkomposition von Manolo Sanlúcar.
- Sevillanas bíblicas, eine Ensemble-Choreographie zu Paco Toronjos „La vio el Rey David“, einer Sevillanas, die in jeder ihrer vier Strophen ein Thema aus dem  Alten Testament aufgreift.
- Sevillanas rocieras (1), dargeboten von den Romeros de la Puebla und zahlreichen Tanzpaaren, wie sie sich anlässlich der alljährlichen Wallfahrten in Andalusien zusammenfinden.
- Sevillanas rocieras (2), eine sehr frei gestaltete solistische Bühnenversion von Lola Flores zu einer traditionellen Wallfahrtsmusik mit Einhand-Flöte und Trommel (flauta y tamboril).
- Sevillanas gitanas, interpretiert durch drei der bedeutendsten Flamenco-Künstler der 1990er Jahre: Manuela Carrasco (Tanz), Camarón de la Isla (Gesang), Tomatito (Gitarre).
- Sevillanas actuales, getanzt von Merché Esmeralda und Carlos Vilán, zur Musik von Salmarina, der zu Beginn der 1990er Jahre stilistisch innovativsten Sevillanas-Gruppe.
- Sevillanas a dúo, eine moderne und virtuose Instrumentalkomposition der Gitarristen Paco de Lucía und Manolo Sanlucar.
- Sevillanas corraleras, die populäre urbane Form der Sevillanas (hier gesungen von Rocío Jurado), die ursprünglich bei Zusammenkünften in den corrales de vecinos (Nachbarschaftshöfen) andalusischer Städte getanzt wurden und heute noch das Bild andalusischer Festlichkeiten bestimmen.

## Auszeichnungen
- 1994: Rose d’Or auf dem Montreux Film Festival
- 1994: Silberne Rose in der Kategorie Musik beim Montreux Film Festival